# Коцубеева, Аксинья Филипповна
Аксинья Филипповна Коцубеева (1909 год, Шемонаиха, Томская губерния, Российская империя — дата и место смерти не известны, СССР) — колхозница, Герой Социалистического Труда (1948).

## Биография
Родилась в 1909 году в селе Шемонаиха.
С 1930 года работала в колхозе «Черкасская оборона». Во время Великой Отечественной войны трудилась в колхозе, за что была награждена медалью «За доблестный труд в Великой Отечественной войне 1941—1945 гг.». В 1946 году её назначили звеньевой полеводческого звена.
В 1947 году руководимое Аксиньей Коцубеевой звено собрало по 14,5 центнеров зерновых с каждого гектара и на участке площадью 19 гектаров было собрано по 30,6 центнеров зерновых. За этот доблестный труд она была удостоена в 1948 году звания Героя Социалистического Труда.
Проживала в селе Черкасск Саркандского района Алматинской области.

## Награды
- Герой Социалистического Труда — Указом Президиума Верховного Совета от 28 марта 1948 года
- Орден Ленина (1948)
- Медаль «За доблестный труд в Великой Отечественной войне 1941—1945 гг.»